# Dietmar Hötger
Dietmar Hötger (Hoyerswerda, 8 giugno 1947) è un ex judoka tedesco. Vincitore della medaglia di bronzo ai Giochi olimpici di Monaco 1972 nella categoria 70 kg.
Nel corso della sua carriera, ottenne due titoli europei e due medaglie mondiali.

## Palmarès
Olimpiadi
- 1 medaglia:
  - 1 bronzo (70 kg a Monaco 1972)

Mondiali
- 2 medaglie:
  - 1 argento (-70 kg a Losanna 1973)
  - 1 bronzo (-70 kg a Ludwigshafen 1971)

Europei
- 3 medaglie:
  - 2 ori (-70 kg a Voorburg 1972, -70 kg a Madrid 1973)
  - 1 argento (-70 kg a Kiev 1976)